# 越南統一佛教會
越南统一佛教会（越南语：／，或简称GHPGVNTN，UBCV，1964-1981）是越南曾经存在的的一个佛教组织。越南统一佛教会成立于1964年，旨在统一当时越南南部政权越南共和国境内14个不同佛教教派中的11个。越南统一佛教会的成立也是为了应对越南战争期间吴廷琰政府对佛教徒日益增长的敌意。 
统一佛教会的上座释玄光和释广度因反对北越政府在1975年统一后建立的对宗教的严格控制而被软禁。
1981年，即越南统一6年后，新政府将所有佛教组织合并到越南佛教協會，并将其置于政府控制之下。越南统一佛教会和所有其他未经批准的组织在越南被取缔。它继续在越南境外流亡。